# 10011 Avidzba
10011 Avidzba è un asteroide della fascia principale. Scoperto nel 1978, presenta un'orbita caratterizzata da un semiasse maggiore pari a 2,4453145 UA e da un'eccentricità di 0,1017804, inclinata di 4,67833° rispetto all'eclittica.
L'asteroide è dedicato a Anatolij Mkanovich Avidzba, frutticoltore e viticoltore, membro rispettivamente dell'Accademia Internazionale della viticoltura e la vinificazione in Crimea e dell'Accademia Ucraina delle Scienze Agrarie.